# Scorpaenichthys marmoratus
Scorpaenichthys marmoratus és una espècie de peix pertanyent a la família dels còtids i l'única del gènere Scorpaenichthys.

## Descripció
- Fa 99 cm de llargària màxima i 14 kg de pes.
- Nombre de vèrtebres: 35.[3]

## Alimentació
Menja crustacis, peixos i mol·luscs.

## Hàbitat
És un peix marí, demersal i de clima subtropical (59°N-26°N, 140°W-110°W) que viu entre 0-200 m de fondària.

## Distribució geogràfica
Es troba al Pacífic oriental: des de Sitka (sud-est d'Alaska) fins a Punta Abrejos (costa central de la Baixa Califòrnia, Mèxic).

## Longevitat
La seua esperança de vida és de 13 anys.

## Ús comercial
És capturat pels pescadors esportius (des de la costa, embarcacions o molls) i pels bussejadors.

## Observacions
La seua carn és bona per al consum humà, però els ous, en canvi, són verinosos i poden causar problemes greus de salut.